# Toru Irie
Toru Irie (入江 徹, Irie Toru) est un footballeur japonais né le 8 juillet 1977.